# 林昌寺 (瑞浪市)
林昌寺（りんしょうじ）は岐阜県瑞浪市陶町大川にある臨済宗妙心寺派の聖澤門派の寺院。山号は臥龍山。

## 歴史
延徳2年(1490年)土岐持頼の子で、臨済宗聖澤門派の祖となった東陽英朝が開山した寺と伝わる。
東陽英朝は、林昌寺を開山した後は、岐阜市の定慧寺を開山し、各務原市の少林寺を中興した。
永正元年(1504年)、少林寺にて遷化したため少林寺に塔所があるが、
林昌寺の境内墓地内には、永正元年(1504年)建立の開山塔（無縫塔）がある。
宝永元年(1704年)、大春によって中興された。
寺への入口の辻には、享保17年(1732年)作の三界萬霊塔や、寛延2年（1749年）の四国霊場巡拝記念碑などがある。
安政年間(1855年～1860年)に堂宇が焼失したため、現在の堂宇は文久元年(1861年)の再建である。
美濃瑞浪三十三観音霊場十六番の他に、恵那新四国八十八箇所霊場二番の札所ともなっているが、その理由は、昭和29年（1954年）に瑞浪市が発足する以前、この地は恵那郡に属していたからである。

## 境内

### 観音堂
弘化4年(1848年)建立の観音堂には、宝暦13年(1763年)に建立の庚申堂棟札や、明治41年(1908年)に催された句会の際に詠まれた36首の俳句の額が掲げられている。

### 三界万霊塔
林昌寺辻の三界万霊塔は笠塔婆型で「享保十七壬子歳四月 施主大川村住 吉川傳兵衛」とあり、西国巡礼連中による聖観音像や地蔵尊石像と共に並んでいる。

### 西国霊場順礼碑
寛延2年(1749年)造立の観音像である。